# Lac Mistassini
Pour les articles homonymes, voir Mistassini.
Le lac Mistassini est le plus grand lac naturel du Québec (Canada), couvrant une superficie totale d'approximativement 2 335 km2. Il est situé dans le Nord-du-Québec, dans le territoire équivalent de la Jamésie, à environ 360 km à l'est de la baie James. Le village cri de Mistissini est localisé au sud-est du lac, sur la péninsule Watson.
Dans la partie méridionale du lac, s'élève l'île Rouleau qui pourrait s'être formée par la remontée centrale des terrains lors d'un impact météoritique . Si cet impact est confirmé, le cratère météoritique, dont la forme du lac Mistassini évoque le contour circulaire, représenterait le plus grand cratère connu avec 500 km de diamètre .

## Faune et flore

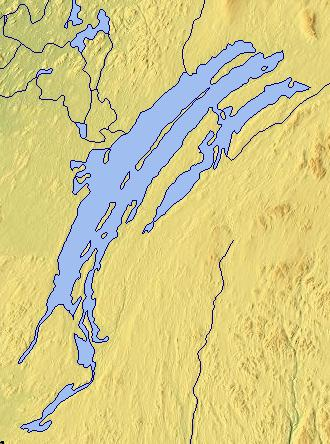
Mistassini et Albanel

De vastes forêts d'épinettes, de bouleaux, de pins et de sapins bordent le lac et sont exploitées par l'industrie forestière. La région du lac Mistassini est aussi reconnue comme étant l'une des plus propices à la culture de bleuets. 
Cette étendue d'eau abritait à l'origine une faune très diversifiée et ce, à l'intérieur tout comme aux abords du lac. Cependant, en raison de la chasse excessive et du piégeage intensif, les populations de caribous ont pratiquement disparu tandis que celles de castors, de loutres, de martres, de lynx, de renards et de visons se sont passablement raréfiées.

## Découverte du lac
Déjà connu des Autochtones (Cris et Innus), le lac Mistassini a été découvert par les Européens en 1663, dans le cadre d'une expédition dirigée par Guillaume Couture (premier colon de la Pointe-Lévy (Lévis) et héros de la Nouvelle-France), lors d'une expédition ordonnée par Pierre du Bois d'Avaugour, gouverneur de la Nouvelle-France pour découvrir un accès à la mer du Nord. Il était accompagné de Pierre Duquet et Jean Langlois, ainsi que de guides amérindiens. À bord d'une flottille de 44 canots, le groupe remonta le Saguenay, pour atteindre le lac Mistassini et poursuivit sa route jusqu'à la rivière Rupert qui coule vers la baie d'Hudson. Guillaume Couture est le premier Européen qui découvrit le grand lac.
En 1672, le père Charles Albanel se rendit au lac Mistassini en mission officielle. Par la suite, un poste de traite des fourrures fut implanté près du lac. Le nom du lac provient du mot cri mista-assini, qui signifie « grand rocher ». Il tire ce nom en raison d'un imposant rocher de 3 mètres situé à l'endroit où le lac se déverse dans la rivière Rupert.
En 1708, sur la carte de Delisle édition Covens-Mortier, il s'appelle « lac des Mistassins ».
En août 1792, le botaniste français André Michaux, guidé par trois Amérindiens, remonte la rivière Saguenay, puis la rivière Mistassini, traverse le lac Mistassini et parcourt quelques kilomètres sur la rivière Rupert avant de faire demi-tour en raison de la chute des neiges. Il en rapporte de nombreuses observations botaniques et un herbier. Depuis 1968, une île du lac Mistassini porte son nom.

## Principales îles
(Sens horaire, à partir de l'embouchure)
Partie nord-ouest du lac (à partir de la baie Radisson)
- Île Chouart,
- Île Piéwi,
- Île Pariseau,
- Île Fafard,
- Île à Joseph,

Zone de la péninsule Ouachimiscau (rattachée à la rive nord  et formant une chaîne d'îles enlignées du nord au sud, jusqu'au milieu du lac)
- Île Pahipanouk,
- Île des Arabesques,
- Île Walcott,
- Île Tchéno,
- Île Rousseau,
- Île Guy,
- Île Ovide-Brunet,
- Île de la Passe,
- Île Pelletier,
- Île Lemoine,
- Île Guillaume-Couture,
- Île Oaostipagache,
- Archipel Kasapominskat,
- Île Dablon,

Zone de la presqu'île Abatagouche (rattachée à la rive sud et formant une chaîne d'îles enlignées du nord au sud à partir du milieu du lac)
- Île Marie-Victorin,
- Île André-Michaux,
- Île Kaawanisheuyach,
- Île Mintunikus Misaupinanuch,
- Île Manitounouc,

Rive Est du lac (en ordre du nord au sud)
- Île Saint-Joseph,
- Île Berry,
- Île Sainte-Marie,
- Île de la Cache,
- Île Sainte-Croix,
- Île Rauchine,
- Île Kicheriniou,
- Île Réaumur,
- Île Vallard,
- Île Bélanger,
- Île Morain,
- Île Verreault,
- Île Thevet,
- Île Macoun.

Baie Abatagouche
- Île Némékouch,
- Île Kawioinanassa,

Baie du Poste
- Île Chipaiyahouk,
- Île Katchinoantchi,

Partie sud-ouest du lac
(en ordre, du Sud au nord, jusqu'à la baie Radisson)
- Île Montpetit,
- Île des Koudoudjés,
- Île Kaachiiuhch Misaupinanuch,
- Île Kakwéwatimi,
- Île Taché,
- Île Baillargé (au fond d'une baie),
- Île Mistassini,
- Île Clouston,
- Île d'Ailly,
- Île Lanctôt,
- Île Bellin,
- Île du Manitou,
- Île Aquin,
- Île Cooter.

## Presqu'îles, caps et baies
Partie nord-ouest du lac (à partir de la Baie Radisson vers le Nord)
- Presqu'îles Des Groseillers,
- Baie Fafard,
- Baie de la Roche Rouge,
- Baie Wiyachimiskow,
- Pointe Wiyachimiskow,
- Pointe Mikoassas,
- Pointe aux Chardons,
- Baie Jallot,
- Pointe Saint-Onge,

Péninsule Ouachimiscau (rattachée à la rive nord  et formant une chaîne d'îles enlignées du nord au sud à partir du milieu du lac)(du nord au sud)
- Baie Barbeau,
- Passe du Grand Percé,
- Pointe Roze,
- Baie Kucyniak,
- Baie Provancher,
- Baie de l'Osmonde,
- Baie Coucouchiche,
- Anse des Grandes Orgues,
- Baie des Fraises,
- Baie Rousseau,
- Passe Kapchahipachich,
- Pointe Alexandre,
- Pointe Mitsteweow,
- Baie Kapasaptouanewits,
- Presqu'île Abatagouche,
- Pointe Kaupanchiih Misaupinanuch,
- Baie des Plongeurs,

Rive Est du lac (en ordre, du nord au sud)
Péninsule du Dauphin (séparant le lac Albanel et le lac Mistassini) (du nord au sud)
- Pointe Normandin,
- Baie du Portage,
- Lac Muk,
- Baie de la Chute Cachée,
- Anse Chantante,
- Pointe Saint-Jean,
- Pointe Saint-Nicolas,
- Péninsule du Fort Dorval,
- Baie Kaamiywaanapiskach,
- Baie Lamarck,
- Portage Kaapuuhspuuhskutesinanuch
- Île Macoun,
- Pointe Kaamitisteyaapuhsitech,
- Baie Manawchitounan,
- Pointe du Manitou,
- Baie du Manitou,
- Presqu'île Georges-Côté

Baie Abatagouche (délimitée à l'ouest par la presqu'île Abatagouche) (du Sud au Nord)
- Presqu'île Chepatouk,
- Baie Iserhoff,
- Presqu'île Chépatouk,
- Pointe des Fétiches,
- Pointe Tamatiskat,
- Pointe du Festin,

Baie du Poste (connectée au nord avec la baie Abatagouche)
- Presqu'île Watso,
- Presqu'île Ayikwapit,
- Baie de l'Esker,
- Baie du Bois Vert,
- Baie Chachikoun,
- Petite baie Chachikoun,

Partie sud-ouest du lac (du Sud jusqu'à la Baie Radisson)
- Baie Pénicouane,
- Baie Delisle,
- Pointe Crevier,
- Baie d'Urban,
- Presqu'île Billings,
- Presqu'île Kakwéwatimi,
- Baie Radisson (embouchure du lac Mistassini)

## Routes d'accès
Le secteur Est du lac Mistassini (incluant le village de Mistissini (municipalité de village cri) et le hameau Rivière-Chalifour) est accessible à partir de Chibougamau par la route 167. Cette route remonte vers le nord jusqu'à la rive est du lac Albanel. Quelques routes forestières secondaires se branchent à cette route principale.